# Larissa Mühlhaus
Larissa Michelle Mühlhaus (* 13. Januar 2003 in Hamburg) ist eine deutsche Fußballspielerin. Die Stürmerin steht seit 2024 beim Bundesligisten SV Werder Bremen unter Vertrag und ist Juniorennationalspielerin.

## Karriere

### Vereine
Mühlhaus spielte in ihrer Jugend zunächst und zuletzt bis ins Jahr 2017 für die B-Juniorinnen des FC St. Pauli, bevor sie zu den B-Juniorinnen des Hamburger SV wechselte, für die sie von 2017 bis 2020 in der Staffel Nord/Nordost der B-Juniorinnen-Bundesliga mit insgesamt 23 Toren in 46 Punktspielen eine beachtliche Torquote aufweisen konnte.
Zur Saison 2020/21 rückte sie in die erste Mannschaft auf und kam in der damaligen Staffel A der drittklassigen Regionalliga Nord in ihren ersten drei Punktspielen im Seniorinnenbereich zum Einsatz. Sie debütierte am 11. Oktober 2020 (2. Spieltag) bei der 1:3-Niederlage im Heimspiel gegen den SV Henstedt-Ulzburg und erzielte ihr erstes Tor in ihrem letzten Punktspiel am 25. Oktober (4. Spieltag) beim 9:1-Sieg im Heimspiel gegen den VfL Jesteburg mit dem Treffer zum 6:0 in der 39. Minute.
Von 2021 bis 2023 bestritt sie 40 Punktspiele, in denen sie 33 Tore erzielte und jeweils als regionaler Meister aus dieser Spielklasse mit ihrem Verein hervorging. Scheiterte ihre Mannschaft im ersten Meisterjahr in den Aufstiegsspielen noch an der Zweitvertretung des 1. FFC Turbine Potsdam, so gelang der Aufstieg in die 2. Bundesliga im zweiten Meisterjahr. In der zweithöchsten Spielklasse überzeugte sie ebenfalls mit ihrer Treffsicherheit; sie erzielte 20 Tore in 26 Punktspielen, darunter vier Doppeltorerfolge.
Mit ihrer Verpflichtung am 4. Juni 2024 von Werder Bremen stellt sie sich auch der Anforderung in der höchsten Spielklasse, der Bundesliga. Ihr Pflichtspiel-, zugleich Bundesligadebüt gab sie am 2. September 2024 (1. Spieltag) beim 3:3-Unentschieden im Auswärtsspiel gegen den VfL Wolfsburg von Beginn an und krönte es zugleich mit ihrem ersten Tor, dem Treffer zur 2:1-Führung in der 40. Minute.

### Auswahl-/Nationalmannschaft
Mühlhaus kam als Spielerin der Auswahlmannschaft des Hamburger Fußball-Verbandes in den Altersklassen U14 (2016 und 2017), U16 (2018 und 2019) und U18 (2019) in insgesamt 20 Spielen in den Turnieren um den DFB-Länderpokal an der Sportschule Wedau in Duisburg zum Einsatz; ihre einzigen beiden Tore erzielte sie für die U16-Auswahlmannschaft.
Als Spielerin für den DFB bestritt sie im Jahr 2022 für die U19-Nationalmannschaft ihre einzigen vier Länderspiele. Sie debütierte am 21. Juni in Clairefontaine-en-Yvelines beim 4:1-Sieg im Freundschaftsländerspiel gegen die U19-Nationalmannschaft Frankreichs mit der Einwechslung für Franziska Kett in der 75. Minute. Mit dieser Altersklassen-Mannschaft nahm sie an der vom 27. Juni bis zum 9. Juli 2022 in Tschechien ausgetragenen Europameisterschaft teil. Sie bestritt alle drei Spiele der Gruppe B und schied danach mit ihrer Mannschaft vorzeitig aus dem Turnier aus. Bei der Reaktivierung der U23-Nationalmannschaft im Spieljahr 2024 kam sie am 24. Oktober in Frankfurt am Main beim 3:0-Sieg über die U23-Nationalmannschaft Frankreichs zum Einsatz.

## Erfolge
- Staffelsiegerin B-Juniorinnen-Bundesliga Nord/Nordost 2019/20
- Meisterin der Regionalliga Nord 2021/22, (2022/23 und Aufstieg in die 2. Bundesliga)
- Torschützenkönigin der 2. Bundesliga 2023/24 (mit 20 Toren)
- DFB-Pokal-Finalistin: 2024/25